# Estação Fórum da Maia

A Estação Forum da Maia é parte do Metro do Porto.